# يوميات ونيس (مسلسل)
يوميات ونيس مسلسل مصري كوميدي عائلي مكون من ثمانية أجزاء. صُوّر الجزء الأول منه عام 1994، حيث تدور أحداثه حول ونيس الشخصية المثالية الذي يريد تربية أبنائه تربية صالحة ويواجه في سبيل ذلك العديد من المشاكل من قبل المجتمع الذي يكتشف أن فيه من يحتاج إلى التربية أولًا. وقد حاز المسلسل على إعجاب الكثير من المصريين والعرب، وبعد نجاح المسلسل تلفزيونيًّا تم تحويله إلى مسرحية شارك فيها نفس أبطال المسلسل.
شهد الجزء السادس العديد من التغيرات خصوصًا بعد وفاة الفنانة سعاد نصر التي تؤدي بالمسلسل دور شخصية الأم، حيث ظلت شخصيتها اعتبارية بعد وفاتها وأهدي العمل إلى روحها.
وشهد الجزء الثامن أحداث ما بعد ثورة 25 يناير والاختلافات الفكرية التي حدثت للأولاد والأحفاد نتيجة للتغيرات الأخلاقية والسياسية بعد الثورة بالإضافة لانطلاق حملة المليار لتطوير العشوائيات.

## الأجزاء
- يوميات ونيس الجزء الأول [3]- راديو و تلفزيون العرب ART
- يوميات ونيس الجزء الثاني - راديو و تلفزيون العرب ART
- يوميات ونيس الجزء الثالث - راديو و تلفزيون العرب ART
- يوميات ونيس الجزء الرابع- راديو و تلفزيون العرب ART
- يوميات ونيس الجزء الخامس- راديو و تلفزيون العرب ART
- يوميات ونيس وأحفاده - راديو و تلفزيون العرب ART
- ونيس وأيامه
- ونيس والعباد وأحوال البلاد

## الممثلون

### شخصيات أساسية
- محمد صبحي.. ونيس أبوالفضل جاد اللّٰه عويس عبد الحق نور الدين (خريج كلية الحقوق ويعمل محاميًا) كان يعمل قانونيًّا في شركة المقاولات الحديثة قبل أن يفتتح مكتب المحاماة الخاص به.
- سعاد نصر.. ميساء علي عبد الرحمٰن  زوجة ونيس (خريجة كلية التجارة، عملت موظفة بنك ثم معلمة بروضة أطفال) توفت الممثلة بعد الجزء الخامس وظلت شخصيتها اعتبارية بعد وفاتها في الجزء السادس والسابع والثامن.
- سامح الشجيع.. عز الدين الابن الأول لونيس وميساء (خريج كلية السياحة والفنادق).
- هدى هاني.. جهاد الابنة الأولى لونيس وميساء (درست في كلية الآداب قسم علم نفس ثم حولت لتجارة ثم عادت مرة أخرى لكلية علم نفس وحصلت على الماجستير)، ولم تشارك في الجزء الثامن حيث حلت محلها شيماء المهدي.
- فادي خفاجة.. شرف الدين الابن الثاني لونيس وميساء (خريج كلية الطب).
- ريم أحمد.. هدى الابنة الثانية لونيس وميساء (درست في معهد رقص الباليه ثم التحقت بكلية التجارة قسم إدارة أعمال، دخلت مجال الإعلام مؤخرًا وعملت كمذيعة).
- جميل راتب.. أبو الفضل جاد اللّٰه عويس عبد الحق نور الدين والد ونيس.

### شخصيات ظهرت في سبع أجزاء فقط
- محمود أبو زيد.. خليل علي قنديل الطويل جار ونيس المشاكس الدائم من الجزء الأول للسابع، توفى الممثل بعد الجزء الثامن.
- نادية عزت.. زينات زوجة خليل جار ونيس، وقد توفت الممثلة والشخصية قبل الجزء الثامن.
- شعبان حسين.. ثروت صديق ونيس في كل الأجزاء، توفى الممثل والشخصية قبل الجزء الثامن.
- عزة لبيب.. معتزة أبو المجد جاد الله ابنة عم ونيس، وحلت محلها من الجزء الثاني للرابع ألفت إمام ولم تظهر الشخصية بالجزء الخامس، بينما أدت فاطمة الكاشف الشخصية بالجزء السادس وأدت سماح السعيد الشخصية في الجزء السابع والثامن.
- زينب وهبي.. حريصة أبو المجد جاد الله ابنة عم ونيس وشقيقة معتزة وزوجة فؤاد، ظهرت الشخصية من الجزء الأول حتي السادس
- مجدي صبحي.. حسام حفيد ماما زوزو وزوج معتزة (ابنة عم ونيس) وقد توفت شخصية الدور في الجزء الثامن.
- يوسف داود.. يوسف بيه عبد الظاهر رئيس مجلس إدارة الشركة الحديثة للمقاولات التي كان يعمل بها ونيس في كل الأجزاء، وقد تزوج أمينة هانم (أم ميساء وحماة ونيس) في الجزء السادس، ثم باع شركته في الجزء السابع، وقد توفى الممثل والشخصية قبل الجزء الثامن.
- عبير صلاح الدين.. عبلة بنت خليل وزينات، تتزوج عبد الله في الجزء الرابع، ثم تعمل خياطة للملابس التي يصممها زوجها عبد الله في الجزئين السادس والسابع ولم تظهر في الجزء الثامن باعتبار طلاقها من عبد الله.
- عبد الله مشرف.. عبد الله ابن خالة ونيس، ظهر بالجزء الثاني، تزوج عبلة في الجزء الرابع وأنجب عنتر وعنبر كان يملك مصنع للشاي في الجزء الخامس وفي الجزء السادس يظهر كمصمم أزياء، قام بتطليق عبلة في الجزء الثامن.
- شوقي طنطاوي.. مطاوع فتيس زوج ألفت ظهر في الجزء الثاني حتي الثامن كما ظهر بثلاثة مشاهد في شخصية مختلفة في الجزء الأول.

### شخصيات ظهرت في ستة أجزاء فقط
- حسام فياض... حسين ابن يوسف بيه وطليق ليلى ظهر في الجزء الأول والثاني والثالث والرابع وحل محله محمد أسامة في الجزء السابع والثامن.
- جميلة عزيز.. ألفت أخت د. عبد الجليل وزوجة مطاوع فتيس ظهرت في الجزء الثاني حتي السابع.
- شريف محسن.. زكريا أحد جيران ونيس، ظهر في أواخر الجزء الثالث، وقد تزوج جهاد ابنة ونيس في الجزء الخامس، واستمرت الشخصية في الجزء السادس والسابع والثامن.
- ميرنا المهندس.. حورية أخت زكريا ظهرت في أواخر الجزء الثالث، تزوجها عز الدين ابن ونيس في الجزء الخامس، وحلت محلها في الجزء الخامس هبة كامل، وفي الجزء السادس والسابع نسرينا، وفي الجزء الثامن نهى إسماعيل.
- شيماء محمود.. حمدية أخت زكريا ظهرت في أواخر الجزء الثالث، واستمرت في الجزء الرابع والخامس، وحلت محلها في الجزء السادس والسابع والثامن لمياء حميدو.

### شخصيات ظهرت في خمسة أجزاء فقط
- ممدوح وافي.. فؤاد عبد العال عبد المجيد زوج حريصة وتوفي الممثل والشخصية بعد الجزء الخامس.
- ماجدة حمادة.. مديحة زوجة ثروت ظهرت من الجزء الأول حتي الخامس.
- الحسيني حلمي.. وائل ابن خليل وزينات وأخو عبلة، ظهرت الشخصية كطفل حتي كبر وتخرج من الكلية البحرية وتوفيت الشخصية بعد الجزء الخامس باعتبار غرقها في البحر على متن عبارة مصرية.
- نادر حسن.. امتياز ابن ثروت ومديحة وظهر من الجزء الأول للرابع وعاد في الجزء السابع.
- حمدي السيد.. د. عبد الجليل جار ونيس في الحارة وصديقه في الجزء الثاني.
- إلهام المهندس.. حسنية أخت زكريا ظهرت في أواخر الجزء الثالث، اختطبها شرف الدين ابن ونيس في الجزء الخامس، وقد تزوجها في الفترة التي بين الجزء الخامس والسادس، وحلت محلها في الجزء السادس والسابع منال عبد اللطيف وتوفيت الشخصية ودورها بعد الجزء السابع.

### شخصيات ظهرت في أربعة أجزاء فقط
- عايدة عبد العزيز..أمينة هانم أم ميساء ولميس وتحسين وحماة ونيس، تظهر في الجزء الأول والسادس والسابع والثامن، تزوجت من يوسف بيه في الجزء السادس.
- رياض الخولي... فريد النصاب صديق ونيس أيام الكلية، ظهر في الجزء الأول الثاني والثالث والرابع.
- ألفت سكر.. ناظرة مدرسة هدى ابنة ونيس في الابتدائية ظهرت في مشاهد محدودة في الجزء الأول الجزء الثاني والثالث والخامس.
- مؤمن حسن.. شمس ابن ثروت وظهر من الجزء الأول للرابع
- فادية عكاشة.. عايدة سكرتيرة ونيس في الجزء الثاني والثالث والرابع والخامس.
- ريم سعيد.. سمر ابنة ثروت ومديحة وظهرت من الجزء الأول للرابع.
- محمد رضوان... حلقوم بدري زوج حمدية أخت زكريا ظهر من الجزء الخامس للثامن وللتاسع.

### شخصيات ظهرت في ثلاثة أجزاء فقط
- زوزو نبيل... ماما زوزو - زينب عطية السعدى جدة حسام، وهي شخصية مسنة ضمها ونيس لعائلته واعتبرها أمه ظهرت في الجزء الأول والثاني والثالث.
- ليلى صابونجي... انشراح صديقة ميساء وقد تزوجت من فؤاد زوج حريصة ثم تطلقت ظهرت في الأول والثالث والرابع.
- سعاد حسين...فردوس عبد العليم الزناتي زوجة أبو الفضل، ظهرت في الجزء الثاني والثالث والرابع.
- نشوى الراعي... عفت أخت د. عبد الجليل وألفت ظهرت في الجزء الثاني والثالث والرابع.
- عبير حمدي... شيرين صديقة معتزة زوجه حسام الثانية ظهرت في الجزء الثالث والرابع والخامس.
- ليلى جمال... المعلمة فتحية فتح الباب زوجة المعلم شحاتة في الجزء الثالث والرابع والخامس.
- علا رامي... ليلى مساعدة لونيس في مشروع المدرسة ودار رعاية المتشردين وذلك في الجزء الرابع والخامس، كما ظهرت في الجزء السابع
- حسن مصطفى... غريب عارف أبو الروس صديق أبو الفضل أيام الدراسة ظهر في الجزء الخامس والسادس والسابع.
- هناء الشوربجي... كراميلا كرم الله ممثلة وجارة غريب عارف أبو الروس ، ظهرت في الجزء الخامس والسادس والسابع، وهي زوجة لغريب في الجزء السادس والسابع.
- خليل مرسي... المحافظ باهر فوزي عويس صديق ونيس، وهو شقيق زوج شاكيرا ظهر في الجزء الخامس والسابع والثامن.
- عمرو صالح... نادر نزيه عبد الشكور محامي تحت التمرين لدي ونيس وخطيب هدي الثاني ظهر بالجزء السادس، وحل محله في الجزء السابع والثامن أيمن منصور
- ألفريد كمال... نزيه عبد الشكور والد نادر ظهر بالجزء السادس والسابع والثامن.
- فيولا... إحسان والدة نادر ظهرت بالجزء السادس والسابع والثامن.
- طارق سليمان... مدير فندق الطاووس والذي يمكله غريب بيه ويعمل لديه عز الدين في الجزء السادس والسابع والثامن.

### شخصيات ظهرت في جزئين فقط
- شروق.. مدرسة بمدرسة أبناء ونيس ظهرت في الجزء الأول والثاني
- غريب محمود.. والد حسام يعمل معلّم جزّار ظهر في الجزء الأول والثالث.
- أبو الفتوح عمارة... عم غريب صاحب كشك أمام عمارة ونيس في الجزء الأول والثاني.
- محمد توفيق... عم عبده مربي أبو الفضل وونيس ظهر في الجزء الثاني والثالث.
- عبد الجواد متولي.. ظهر شخصيتين مختلفتين، حيث أدى شخصية زهدي بيه صديق ثروت ظهر في الجزء الثاني، كما أدى شخصية عبد الظاهر بيه صاحب العزبة التي كانت تعمل فيها مجبورة لديه كخادمة.
- أنور عبد المنعم.. ظهر في شخصيتين مختلفتين حيث أدى شخصية لطفي ظهر في الجزء الثاني، كما أدى شخصية  أستاذ اعتماد  في الجزء الخامس.
- ميادة عفيفي.. ظهرت في شخصيتين مختلفتين حيث أدّت شخصية فرح إحدى الأطفال المشردين الذين اهتم بهم ونيس في الجزء الخامس، كما أدت شخصي منى في الجزء السادس.
- محمد أبو داوود... الأستاذ حمدي عزوز جار ونيس في الحارة ظهر في الجزء الثاني والثالث.
- رضا الجمال... مايسترو وصاحب فرقة بلابل في الحارة في الجزء الثاني والثالث وقد تزوج المعلمة فتحية بعد وفاة المعلم شحاتة.
- شادي خفاجة... صبي في الحارة ظهر في الجزء الثاني والثالث.
- عبير فاروق... إصلاح جارة ونيس وزوجة تحسين في الجزء الرابع وصديقة للأسرة في الجزء الخامس .
- حامد ونيس.. عبد الحميد زعتر مدير ميساء في البنك ظهر في الجزء الثاني والخامس.
- انتصار... حنان أبنة المعلمة فتحية وزوجة د. عبد الجليل ظهرت في الجزء الرابع والخامس.
- علياء... أحلام جارة ونيس اللبنانية ظهرت بالجزء السادس وحلت محلها جيهان قمري في الجزء السابع.
- غادة فلفل... حسنات ظهرت بالجزء السادس والسابع...
- سماح أنور...شيراز رامي تعمل محامية لدى مكتب عصمت عبد العال وعملت أيضا محامية بمكتب ونيس ظهرت بالجزء السابع والثامن.
- مها أبو عوف... السيدة شاكيرا صاحبة العمارة التي يسكن بها ونيس وزوجة أخو باهر عويس ظهرت بالجزء السابع والثامن.
- أحلام الجريتلي... جواهر والدة شيراز ظهرت بالجزء السابع والثامن.
- سامح الصريطي... المحامي عصمت عبد العال محامي ظهر بالجزء السابع والثامن.
- منير مكرم... ملاك عزيز جار ونيس ظهر بالجزء السابع والثامن.
- ليلي كامل... الست سوسو خادمة عائلة ونيس ظهرت بالجزء السابع والثامن.
- فدوى... شهيرة ابنة شاكيرا صاحبة العمارة ظهرت بالجزء السابع والثامن.
- ندى موسى... بهيرة ابنة شاكيرا صاحبة العمارة ظهرت بالجزء السابع والثامن.
- إيمان مدحت... سميرة ابنة شاكيرا صاحبة العمارة ظهرت بالجزء السابع والثامن.
- نشوى الإبياري... قريبة شيراز ظهرت بالجزء السابع والثامن.
- حسن نوح... قريب شيراز ظهر بالجزء السابع والثامن.
- محمد علام... قريب شيراز ظهر بالجزء السابع والثامن.

### شخصيات ظهرت في جزء واحد فقط
- علاء ولي الدين.. علي زار عائلة ونيس لخطبة معتزة ظهر في الجزء الأول .
- محمود القلعاوي.. أستاذ رأفت مدرس الحساب الخصوصي لـشرف الدين ظهر في الجزء الأول.
- مجدي بدر.. طبيب الشركة التي يعمل بها ونيس ظهر في الجزء الأول.
- سيد صادق.. مدير معرض الأمانة لبيع وشراء السيارات المستعملة ظهر في الجزء الأول.
- رضا إدريس.. جرسون بمطعم ظهر في الجزء الأول.
- فايزة عبد الجواد.. أم الرزق بوابة لإحدى العمائر ظهرت في جزء الأول.
- نرمين كمال.. محاسن زميلة ميساء في البنك ظهرت في الجزء الأول.
- حسين الشربيني.. سليمان زوج فردوس الأول في الجزء الثاني.
- داليا إبراهيم.. فيروز أبنة فردوس وسليمان في الجزء الثاني
- حمدي حفني.. أستاذ عفّت ظهر في الجزء الثاني.
- عفاف حمدي.. نرجس قريبة خليل ظهرت في الجزء الثاني.
- أحمد سامي صيام.. عاشور ظهر في الجزء الثاني.
- عادل برهام.. المهندس علي ظهر في الجزء الثاني
- علي الزفتاوي... ظهر في الجزء الثاني
- محمد رضا.. المعلم شحاتة صاحب مقهي الحارة في الجزء الثاني وتوفي الممثل بعد الجزء الثاني وظلت شخصيته اعنبارية في الحلقات الأولى من الجزء الثالث.
- محمد أبو حشيش..الأسطى جابر نجّار الحارة ظهر في الجزء الثالث.
- امال رمزي.. ظهرت في الجزء الثالث في دور مدام عبد الظاهر التي تم اتهام مجبورة بسرقة العقد من فيلتها.
- حسن حسين.. مشارف بيه صاحب شركة أغذية فاسدة (الأخوة الشرفاء) ظهر في الجزء الثالث
- عمرو يسري.. أشرف، شريف، شرف أولاد مشارف الثلاثة التوأم، ظهر في الجزء الثالث
- أمل إبراهيم.. بشرى زوجة الأستاذ حمدي في الجزء الثالث
- شريف صبحي.. مرجان عبد العزيز والملقب ببتنجان زميل جهاد في كلية علم النفس في الجامعة في الجزء الثالث
- دنيا عبد العزيز.. الخرساء مجبورة التي عاشت مع عائلة ونيس في الجزء الثالث.
- تهاني راشد.. أنس الوجود ابنة خال أبو الفضل وصاحبة المصنع الذي كان يعمل فيه ونيس في الجزء الثالث وتوفت الشخصية في نفس الجزء.
- محمود العراقي.. إسماعيل صابر عبد الحليم والملقب بسمعة موظف في المصنع الذي كان يعمل لديه ونيس والمملوك لأنس الوجود في الجزء الثالث.
- مني أبو الفتوح.. مستكة السيد سكرتيرة بمكتب ونيس في المصنع المملوك لأنس الوجود ظهرت في الجزء الثالث.
- نبوية سعيد.. زبيدة شحاذة في الحارة ظهرت في الجزء الثالث.
- عبد المنعم مدبولي.. أبو المكارم سعدالله عويس عبد الحق نور الدين ابن عم أبو الفضل الثري ظهر في الجزء الرابع وتوفيت الشخصية دون الظهور في الأجزاء التالية وتم ذكره بعض المرات كشخصية اعتبارية في الجزء الخامس والسادس والسابع والثامن.
- صلاح رشوان.. مراد أستاذ جهاد بكلية علم النفس في الجامعة والتي أعجبت به في الجزء الرابع.
- عبد الحفيظ التطاوي..عبد العال عبد المجيد والد فؤاد في الجزء الرابع
- هدي زكي..والدة فؤاد في الجزء الرابع.
- نادية رفيق.. الست كريمة خالة ومربية معتزة وحريصة بنات عم ونيس ظهرت الشخصية في الجزء الرابع لتربي أيضا دنيا ابنة معتزة
- فتحية شاهين.. والدة فريد ظهرت في حلقتين فقط في الجزء الرابع.
- أمين عنتر.. عبد الصبور الأفندي جار لعائلة ونيس في الجزء الرابع.
- نوال البطوطي.. شكرية هانم زوجة عبد الصبور الأفندي جار عائلة ونيس في الجزء الرابع.
- حمدي شرف الدين.. جار لأبو الفضل وفردوس في الجزء الرابع.
- حجاج عبد العظيم.. تحسين أخو ميساء ولميس وزوج إصلاح في الجزء الرابع وتم ذكره كشخصية اعتبارية في الجزء الخامس باعتباره قد تزوج عفت أخت الدكتور عبد الجليل
- محمد توفيق: وكيل النيابة في الجزء الرابع .
- حمدي الرملي.. حمزة ظهر في الجزء الخامس.
- أمين هاشم.. الشيخ رباح ظهر في الجزء الخامس.
- نعيم عيسى.. المعلم مسكين ظهر في الجزء الخامس.
- هيثم محمد.. زنان أحد الأطفال المشردين الذي قابلهم ونيس وسعي لحل مشاكلهم في الجزء الخامس.
- عبد الرزاق الشيمي.. فرحات أحد أفراد عصابة الشحاتين التي يديرها المعلم مسكين ظهر في الجزء الخامس.
- نبوية السيد.. الست كوت كوت والدة مطاوع فتيس ظهرت في الجزء الخامس.
- إسماعيل يسري.. وسيم ابن أخت زينات وجار ونيس، يعاني من انفصام في الشخصية وحاصل على الدكتوراه من أمريكا في علم تناسق الألوان، ظهر في الجزء الخامس.
- ناجي سعد.. نعيم مدير صالة البولنج التابعة لغريب أبو الروس ظهر في الجزء الخامس.
- رجاء أمين.. بيسة اللبيسة والتي تعمل لبيسة لكرميلا كرم الله الممثلة ظهرت في الجزء الخامس.
- محمود التوني..  شديد بيه  عم عبد الله ظهر في الجزء الخامس.
- فوزي الشرقاوي..  فوزي عناية  مدرس في مدرسة هدى ظهر في الجزء الخامس.
- أبو السعود عطية..  سعد  خادم يعمل لدى شديد بيه عم عبد الله ظهر في الجزء الخامس.
- نشوى عمار..  منال  صديقة شيرين زوجة حسام ظهرت في الجزء الخامس.
- عمر خورشيد.. سلّام أحد الأطفال المشردين الذين اهتم بهم ونيس ظهر في الجزء الخامس.
- ليلى فهمي.. هنية الزوجة الأولى لغريب بيه عارف أبو الروس ظهرت في الجزء الخامس.
- انتصار عبد الباسط.. جسدت شخصية حنان زوجة الدكتور عبد الجليل في الجزء الخامس.
- سحر عبد الحميد.. ظهرت في الجزء الخامس.
- زين نصار.. شريف مدير مكتب ونيس بالمحافظة في الجزء الخامس.
- وجدي وليام.. ظهر كمخرج لمشهد تمثيلي لكرميلا كرم الله في الجزء الخامس.
- أحمد أبو عبية.. اعتدال صاحب شركة شاي مزاجاتو الذي اشتراه عبد الله ظهر في الجزء الخامس.
- سعيد عبد اللطيف.. صالح عبد الحي أدّى شخصية مخرج لإحدى مسلسلات الفنانة كراميلا كرم الله ظهر في الجزء الخامس.
- عبد الحميد أنيس.. د. مختار دكتور في الجامعة التي يدرس بها شرف الدين مكتب ظهر في الجزء الخامس.
- أمنية رشدي المهدي.. شاهيندا معيدة في الجامعة التي يدرس بها شرف الدين ظهرت في الجزء الخامس.
- وفاء صادق.. لميس أخت ميساء وتحسين، تظهر في الجزء السادس.
- أحمد رفعت... هادي أبن ثروت بالتبني وخطيب هدى الأول وقد فسخت خطوبتها منه لأنه تاجر هروين، ظهرت الشخصية بالجزء السادس
- محمد مرزبان... عزت أبن خالة مايسة ولميس وتحسين ظهر بالجزء السادس وتم ذكره كشخصية اعتبارية في الجزء الأول والثاني
- نواعم... بثينة موظفة سمراء لدي غريب به ظهرت بالجزء السادس
- عمرو عباس... عبد الخالق معيد وحب هدي الأول ظهر بالجزء السادس
- فوزية عبد العليم... صوفيا أتي بها ثروت من إيطاليا لتتزوج يوسف بيه ظهرت بالجزء السادس.
- كلود سيرينيه... الخواجة لاباليس صديق أبو الفضل وغريب به ظهر في الجزء السادس.
- كمال فريد... ظهر بالجزء السادس.
- سيد الطيب... ظهر بالجزء السادس.
- عبد الحميد سند... ظهر بالجزء السادس.
- لطفي لبيب... أ.عبد العزيز جودة مدرس ونيس في الأبتدائي ظهر بالجزء السابع.
- إيفا... مدير ملجأ ظهرت بالجزء السابع.
- فيروز... ظهرت بالجزء السابع.
- عنبر... صديقة شيراز ووالدة شادي مربيته ظهرت بالجزء السابع.
- عماد شكري... عاكف خطيب شهيرة ابنة شاكيرا الأول ظهر بالجزء السابع.
- صبري عبد المنعم... سليمان صابر الشحات عم شيراز ظهر بالجزء الثامن وتوفت الشخصية في نفس الجزء الثامن.
- فايق عزب... الشيخ فرج جار ونيس ظهر بالجزء الثامن .
- عبد الرحيم حسن... قدري رافت حسنين ظهر بالجزء الثامن.
- تميم عبده... اللواء سند عبد المعين ظهر بالجزء الثامن.
- ماهر سليم... أ. هلال ظهر بالجزء الثامن.
- عواطف حلمي... تفيدة خالة معتزة ظهرت بالجزء الثامن وتوفت الشخصية في نفس الجزء.
- ياسمين علي... ياسمين  قريبة معتزة ظهرت بالجزء الثامن.
- عفاف مصطفى... مدام عديلة جارة ونيس ظهرت بالجزء الثامن.
- أيمن أمير... الرائد عادل جار ونيس ظهر بالجزء الثامن.
- السيد امين محمد صالح ٠٠٠ احد زملاء معتز ونيس في الجامعة.

### الأطفال
- أحمد عنان... أمان شرف الدين ، ابن شرف الدين وحسنية وحفيد ونيس، لقبه جده بسعادة الريس لاهتمامه بما يجري حوله من أحداث، أصبح يتيم الأم بعد وفاة أمه حسنية في الجزء الثامن، ظهر بالجزء السادس والسابع والثامن.
- مريم وائل... ولاء ابنة جهاد و زكريا ظهرت بالجزء السادس والسابع والثامن.
- ميار وائل... رحمة ابنة جهاد و زكريا ظهرت بالجزء السادس والسابع والثامن.
- أحمد محمد... شهامة  ابن عز الدين و حورية ظهر بالجزء السادس والسابع وحل محله فادي عصام في الجزء الثامن.
- عبد الله رمضان... سلامة ابن عز الدين و حورية ظهر بالجزء السادس والسابع والثامن.
- حسن غانم.. باسل ابن لميس ظهر بالجزء السادس والسابع .
- هنا الزاهد... هايدي ابنة لميس ظهرت بالجزء السادس.
- أحمد عماد... حريص ابن فؤاد و حريصة ظهر بالجزء السادس والسابع.
- نورهان... دنيا ابنة حسام و ومعتزة ظهرت بالجزء السادس والسابع والثامن.
- كريم الوكيل... قاعود بن حلقوم ظهر بالجزء السادس وحل محله علي الأنصاري بالجزء السابع والثامن.
- أدهم الغمري... طايع بن مطاوع و ألفت ظهر في الجزء السادس والسابع.
- مشيرة طارق... بسمة بنت مطاوع و ألفت ظهرت في الجزء السادس والسابع.
- مازن عماد... عنتر أبن عبد الله و عبلة ظهرت في الجزء السادس والسابع والثامن.
- بسملة عماد... عنبر بنت عبد الله و عبلة ظهرت في الجزء السادس والسابع والثامن.
- رشدي هاني... شادي ابن شيراز بالتبني وهو ابن سالي صديقتها ظهر بالجزء السابع
- محمد شكري... يوسف عمران حفيد الخواجة لاباليس ظهر في الجزء السادس.

## اشترك في التمثيل
- الجزء الأول: محمد عبد الحليم - صبري الهواري - ثريا عز الدين - مجدي عبد الحليم - سحر شاهين - فاطمة حلمي
- الجزء الثاني: سهام فتحي - عفاف حمدي - هانم محمد - عواطف تكلا - برديس - ماهر لبيب - عادل برهام - حلمي عبد الوهاب - سمير فهمي - ثريا عز الدين - صبري الهواري -يسرا فضل
- الجزء الثالث: رودينا - كوثر رمزي- طارق مندور - محمود العواني - كمال الزيني - سمير فهمي - عبير أبو حجر -
- الجزء الثامن: محمد دياب - كمال الحفناوي - نادية عباس - علي جمال الدين - منار السعدي - إليس حنا - محمود الحفناوي - صابر الباسوسي - خالد خليل - ناصر عثمان - هالة أحمد - زكي لوجو - عبد الفتاح مرتضي - ميرو فايد - شريف بديع - أحمد علي سعد - محمد طلبة - مصطفى عمر - طه خليفة - هيثم عباد - فاروق هاشم - حازم علي - إسلام علي - حسني علي - يوسف جمال - سعيد إبراهيم - أحمد طريف - أحمد شيبوب - عماد حمدي - أميرة كامل - جهاد السيد - أحمد طلبة - مجدي إبراهيم - نادر إلياس

## أجزاء المسلسل
| جزء | حلقات | العام | موقع السينما | تتر البداية | تتر النهاية | مضمون رسالة محمد صبحي في للأجزاء | ملحوظة                                                    |
| --- | ----- | ----- | ------------ | ----------- | ----------- | --- | --------------------------------------------------------- |
| 1   | 30    | 1994  | ج1           | البداية     | النهاية     | اتفقت انا وزوجتي ان نربي ابنائنا علي الاخلاق والقيم لنقدمهم للمجتمع أبا عظيما واما فاضلة ولكننا اكتشفنا ونحن نربي ابنائنا اننا نربي انفسنا معهم | حلقات متفرقة عن القيم الأخلاقية (التعاون، الأمانة .. إلخ) |
| 2   | 30    | 1995  | ج2           | البداية     | النهاية     | اتفقت انا وزوجتي ان نربي ابنائنا علي الاخلاق والقيم لنقدمهم للمجتمع أبا عظيما واما فاضلة ولكننا اكتشفنا ان في مجتمعنا من يفسد ما زرعناه فيهم وهؤلاء عليَّ ان اربيهم اولا | حلقات عن سقوط عمارة ونيس وإنتقاله للحارة                  |
| 3   | 30    | 1996  | ج3           | البداية     | النهاية     | إذا كنا قد ربينا ابنائنا علي الاخلاق والقيم فعلينا الان ان نعلمهم كيف يجملون صورة مجتمعهم ويقاومون اغراء المفسدين بضمائر قوية بذلك نكون قد قدمنا لمجتمعنا مواطنا صالحا أبا عظيما واما فاضلة | حلقات عن تجميل الحارة وتغير السكن                         |
| 4   | 32    | 1997  | ج4           | البداية     | النهاية     | كنت قد اتفقت انا وزوجتي ان نربي ابنائنا علي الاخلاق والقيم كي نقدمهم للمجتمع أبا عظيما واما فاضلة ولكننا اكتشفنا ان هذا لا يكفي فعلينا ان نرسم ونتكتك ونخطط لمستقبل احفادنا وان نرحم اجدادنا وهذة هي الرحمة في مجتمعنا | حلقات عن التخطيط للإنتقال وتعمير الصحراء                  |
| 5   | 30    | 1998  | ج5           | البداية     | النهاية     | اتفقت انا وزوجتي ان نربي ابنائنا علي الاخلاق والقيم لنقدمهم للمجتمع أبا عظيما واما فاضلة ولكننا اكتشفنا اننا كمسئولين عن ابنائنا اللذين هم مسئولين منا مسئولين ان نعلمهم كيف يكونوا مسئولين عن اللذين سوف يكونوا مسئولين منهم ولابد لكل مسئول ان يكون امينا في مسئوليتة امام اسرته ومجتمعه وامام الله فأنا مسئول مسئول مسئول | حلقات عن العودة للسكن الأول ومنصب نائب المحافظ            |
| 6   | 30    | 2009  | ج6           | البداية     | النهاية     | رحلت زوجتي الحبيبة والرحلة لم تنته بعد فاذا كنا قد ربينا ابنائنا علي الاخلاق والقيم ففي هذا الزمان عليا ان اراقب كيف يربي ابناؤنا ابنائهم فالاحفاد هم ثروة إذا بددناها لن نحصد الا الفساد | حلقات عن ونيس وأحفاده                                     |
| 7   | 60    | 2010  | ج7           | البداية     | النهاية     | اتفقت انا وابنائي واحفادي ان نواجه عيوبنا وسلبياتنا وان نتغني أيضا باجمل ما فينا فأن خيرنا في الاخلاق والقيم وخير امتنا فينا جميعا | ونيس وأيامه                                               |
| 8   | 60    | 2013  | ج8           | البداية     | النهاية     | لقد زالت الغمة وأصبحنا نمتلك الوطن والمستقبل الجديد فعلينا أن نواجه عيوبنا وسلبياتنا وأن نتغنى أيضا بأجمل مافينا فان خيرنا في الأخلاق والقيم وخير أمتنا فينا جميعا | ونيس والعباد وأحوال البلاد                                |

## حلقات المسلسل

### حلقات الجزء الأول
1. الطفاسة: من يتعود عليها لن يرضى بما قسمه الله له
2. الكذب: إخفاء الحقيقة ألعن أنواع الكذب
3. المظاهر: أيتها المظاهر كم من الجرائم ترتكب بإسمك
4. الأمانة: الأمانه مع النفس ومع الآخرين
5. الشك: الشك وعدم الثقة في الآخرين بدون أدلة حقيقية ومن الشك ما قتل
6. المسئولية: تحمل مسئولية نفسك ولا تلقيها على غيرك
7. التعاون: أجمل وأخطر تجربه عن التعاون داخل الاسرة وأثره في المجتمع
8. الظلم: معاناة المظلوم والمتهم برئ حتى تثبت إدانته
9. الإبتزاز والإستغلال: اللى يتعود على الإبتزاز هيفضل طول عمره يستغل كل اللى حواليه
10. الخداع: اسوأ شئ انك تنسب لنفسك ما لم تصنعه يداك
11. البخل: لو اتعودت على البخل هتبخل بوقتك هتبخل بجهدك هتبخل حتى بمشاعرك
12. المظاهر: مش مهم أنا مركزى إيه وإنت مركزك إيه الأهم إنك تكون متفوق في حياتك
13. المرض: المجاملات في المرض وتخفيف زيارة المريض
14. المعرفة: اللى بيدعى العلم بيفضل طول عمره جاهل إنما اللى بيعترف بجهله عنده فرصة يبقى عالم
15. الخوف: الخوف مرض يهزم الإنسان إوعى تخلى اللى قدامك يشم فيك رائحة مادة الادرينالين
16. الأمانة: اللى عنده أمانة لا يمكن هيقبل حاجة مش بتاعته
17. الطمع: لا تطمع وارض بما قسمه الله لك
18. التعاون: تعاونوا على البر والتقوى ولا تعاونوا على الإثم والعدوان
19. صلة الرحم: صلوا أرحامكم وإن قطعوكم قطع الرحم من الكبائر
20. النفاق: إعرف قدر نفسك واتق شر المنافقين وربنا يكفينا شر المنافقين
21. الظن: إن من الظن ما قتل وإن بعض الظن إثم
22. الخوف: من الزمن والواقع والمستقبل والمواجهة لا تعبر الجسر قبل أن تصل إليه
23. الفرق بين: الفضول وهو التدخل في أمور الآخرين وحب الإستطلاع وهو حب التزود بالمعرفة
24. الفرق بين: الإفراط وهو تجاوز الحد بزيادة..والتفريط وهو تجاوز الحد بالنقصان.خير الأمور الوسط
25. الغيرة: الغيرة من وعلى شئ طبيعى ولكن عندما يزيد عن حده تكون الغيرة قاتله ومدمرة
26. الأنانية وإنكار الذات: ما استحق أن يولد من عاش لنفسه فقط
27. المجموعه: علينا أن نتعاون ونلتزم بروح المجموعه عند تنظيم الرحلات
28. التنظيم: التفكير من أجل الآبناء أولا
29. السخرية والإستهزاء: الإنسان بعمله وليس بمظهره لا يسخر قوم من قوم عسى أن يكونوا خيرا منهم
30. القدر: الحمد لله على القدر المكتوب واللجوء اليه وقت الشدة

### حلقات الجزء الثاني
1. التفكير والسلوك الاستهلاكى وأضراره
2. النظر إلى حال الغير يؤدى إلى عدم الرضا
3. عن الحسد وتمني زوال نعمة الغير
4. الحب وانواعه والحب من غير عقل كارثة
5. عن التسرع والحكم على الآخرين بالظواهر
6. احسم المشكلة وادرسها ولاتتردد حتى لاتقهرك
7. عن الابتزاز واستغلال ضعف الاخرين لمصلحة شخصية
8. واجه المجتمع الخارجى بكل مشاكله واقبل الحقيقة المرة
9. ان لم تعمل ما تحب فعليك أن تحب ما تعمل
10. وعد الحر دين عليه وعدم الوفاء به غدر
11. الفرق بين الوهم والواقع
12. لاتقهر ضعيفا حتى لايقهرك من هو أقوى منك
13. الاستهتار قنبلة موقوته تنفجر في وجه صاحبها
14. لاتبدأ بالكراهية مع أحد حتى لا تلاقيها من الغير
15. الكراهية داء لايقتله الا الحب
16. إذا زرعت فلا تتعجل الحصاد
17. العاقل من يستفيد من تجاربه وتجارب الاخرين
18. الإهانة تؤدى إلى طريق مسدود
19. المخاطر التي تواجهها الأسرة إذا تم بنائها على الكذب
20. رحم الله امرئ عرف قدر نفسه
21. إن لبدنك عليك حق
22. إفترض حسن النية في الآخرين مع الحرص إلى أن يثبت العكس
23. نكران الجميل خسة ووضاعة وقلة أصل
24. إن لم تحاول منع الضرر عن الغير سيصيبك ضرر أخطر
25. إقهر الظروف الصعبه وكيف تحول هزيمتك إلى نصر جديد وإن مع العسر يسر
26. إذا ساعدت الناس في محنتهم خفت محنتك
27. إقتحم مشاكل وأحزان الآخرين كى تنزاح الغُربة
28. لا تستغل ضائقة الآخرين لتحقيق مصالح شخصية
29. لاتنتظر ضربة الحظ والأمل لا يأتى إلا بالعمل
30. إن ما نربى عليه أبنائنا يا ساده هو ثمار لنا

### حلقات الجزء الثالث
1. نظم وقتك من أجل نفسك ومن أجل الآخرين
2. لاتعتمد على المسئولين في كل شئ وابدأ بنفسك
3. الأمانة علينا أن نصونها لأنها حمل ثقيل
4. كتمان السر في الخطأ يعتبر جريمة ويدخلك في مشاكل
5. انصر الضعيف والمظلوم لأن ثانية المظلوم بسنة
6. إن التمسك بالحق هو أولى دلائل الشرف والكرامة
7. لإصلاح الظواهر للآخرين لابد من إقتحام البواطن
8. لاتصلح خطأك بخطأ أكبر منه
9. الشك وإن بعض الظن إثم
10. خطورة عدم متابعة الإدارة في تعاملاتها داخليا وخارجيا
11. التمسك بالفضيلة والساكت عن الحق شيطان اخرس
12. تحمل مسئوليتك أمام الله في دفاعك عن متهم أوبرئ
13. لا تتنازل عن مبادئك حتى لاتغضب الله
14. التناسب والتوازن بين العقل والعواطف
15. لا تتاجر بأحلام البسطاء والفقراء
16. خصص ولو يوما واحدا في الشهر لتجميل منطقتك مجانا
17. إكسر الخوف من داخلك نتيجة لتجربة سابقة فاشلة
18. إخفاء الحقيقة هو ألعن أنواع الكذب
19. اختار الوقت المناسب لتجميل مدرستك
20. على المسئولين أن يهتموا بتجميل المناطق الشعبية أولا
21. الذكريات القديمة لا يمكن نسيانها
22. إن أبغض الحلال عند الله الطلاق
23. تعذيب الضمير نوع من أنواع التطهر النفسى
24. إثبت حبك لزوجتك بعد خطأ ارتكبته في حقها
25. المعركة بين الخير والشر ولا بد للشر من نهاية
26. إذا وهبنا الله نعمة فعلينا أن نصونها ولا نبددها
27. اترك أبنائك لتحديد مستقبلهم وتصحيح اختيارهم
28. سوء التخطيط يؤدى إلى الفشل
29. ارفض الرشوة حتى لوكانت ستؤدى إلى قتلك لأن الله لعن الراشى والمرتشى
30. الأبناء يراقبون تصرفات آبائهم _ من شابه أباه فما ظلم

### حلقات الجزء الرابع
1. الرحمة للقريب والبعيد هي وقود الحب والحياة
2. لا يوجد فرق بين الكذبة الصغيرة والكذبة الكبيرة
3. صعوبة المنال تقوى الرغبة أكثر
4. إقتحام أي شئ جديد يدفع إلى الهروب أو إكمال الإقتحام
5. علم أبنائك كيفية إختيار شريك الحياة
6. مشاكل الحياة الزوجية تؤثر على الآخرين
7. المُعلم مسئول عن جميع تصرفاته أمام الطلاب
8. الرحمة بالأيتام لمن يعرف الرحمة
9. من سمات الأسرة الإهتمام بالأحفاد ورعاية الأجداد
10. عدم الإهتمام بمشاكل الأبناء قد يؤدى إلى كارثة
11. على الأبناء أن يظهروا لآبائهم عن أدق تفاصيل حياتهم
12. لا تبنى براءة أشخاص على ظلم آخرین
13. على الصحافة والإعلام تحرى الدقة في نشر الحوادث
14. مشكلة من مشكلات العصر العذراء والشعر الأبيض
15. عن الإختيار والقدر
16. عندما يهتم بك شخص في حلمك فهذا دليل على الحب
17. الغيرة الزائدة قد تؤدى إلى نتائج سلبية
18. استمد الثقة بنفسك وحلمك مش ممكن ينهار
19. دور الأب العظيم في حل مشاكل الأبناء والخلافات
20. قمة التناقض في قانون جنسية أبناء الأمهات المصرية
21. الخوف والرهبة من الزواج يؤدى إلى عدم السعادة
22. لاحياء في العلم ولا حياء في الدين
23. عبر عن رأيك بحرية وشجاعة في سلبيات المجتمع
24. زواج النص بالنص ((story((fifty fifty marriage
25. أنـــــــت تريد وأنـــــا أريد ويفعل الله ما يريد
26. طاعة الوالدين واجبة فيما عدا ما يغضب الله
27. علينا احترام المجتمع والإخلاص من أجل تراب الوطن
28. إذا اتفقت مجموعه على فكرة نبيلة لن يفترقوا أبدا
29. حقيقة لازم يعرفها كل أب إبنى إبنك ولاتبنيلوش
30. سحقا لهذا الزمان الذي يستبعد فيه الإنسان الخيرمن غيره
31. إذا غضب الله على عبد رزقه من حرام
32. حلم ونيس إقتحام وتعمير الصحراء لحل أزمة الاختناق

### حلقات الجزء الخامس
1. المحنة تصنع الرجال
2. لاتستغل صداقتك وعلاقتك بالمسئولين لتحقيق مصالح شخصية
3. لاتقتل فكرة نبيلة بإحياء مشروع خبيث
4. عن قضايا الوساطة والمحسوبية في المجتمع
5. علينا أن نحكم بالإحساس تجاه نبل الآخرين
6. عندما يتم تدمير القيم والأخلاق وتسود الخيانة
7. جريمة قتل الأشجار داخل المدرسة وسط التلاميذ
8. رسالة للمحافظ:: إن كنت لاتعلم فالمصيبة أعظم
9. ونيس وخوفه من إغراءات منصب نائب المحافظ
10. على المسئول أن يعمل في صمت من أجل المصلحة العامة
11. على الأسرة أن تساعد المسئول في تحقيق المصلحة العامة
12. النقود والسلطة في إحتياج إلى الأخلاق
13. لايوجد إنسان كامل ولكن علينا المحاولة
14. الإهتمام بمراقبة السلوك ومحاسبة النفس
15. من حفر حفرة لأخيه وقع فيها
16. لاتخاف من الموت ولا من ظواهره لأنه حقيقة
17. لا تعلق فشلك على شماعة الآخرين
18. لا تخجل من أحلامك
19. المسئول مثل حكم الكرة لايمكن أن يرضى الفريقين
20. المسئول قدوة وعليه أن يبتعد عن الشبهات
21. الخلافات الأسرية لاتكون نهايتها الطلاق
22. لا تستعجل النجاح لأنه يأتى خطوة بخطوة
23. لاتبنى مستقبلك من مال حرام وابتعد عن الشبهات
24. أزمة الضمير والتنازل عن المبادئ في المجتمع
25. لا تتكبر على النعمة حتى لا تضيع منك
26. على المسئول أن يكون ضد من لايستحق وإعطاء كل ذى حق حقه
27. لا تفقد الثقة في إختيارك بسبب كلام سمعته من الغير
28. كل شخص مسئول عن أخطاؤه ولايحمل الآخرين مسئولية خطأه
29. ونيس يصنع من الأطفال المشردين أطـفـآلاً موهوبين
30. الأحفاد هم سند الأجداد

### حلقات الجزء السادس
1. عن الإستهلاك والتقليد الأعمى
2. قضايا الفساد والاقتصاد وموت الضمير وإنعدام الأخلاق
3. لاتحارب النفاق والفساد بنفاق مثله ولكن عليك بالعمل
4. لاتفتى بغير علم
5. الأمانة وعدم الإختلاس من المبادئ المهمة في الحياه
6. الرجوع إلى الماضى ودراسة الحاضر تنبئ بالمستقبل
7. خطورة الشك وإن بعض الظن إثم
8. الغاية تبرر الوسيلة إذا كانت نبيلة ومشروعة
9. التطهير من المال الحرام والرجوع للمبادئ
10. إن الحرية هي وقود الإبداع
11. الإخلاص والشرف والأمانة هي عماد الاسرة
12. جريمة تزييف الحقائق وإرتداء الأقنعة لخداع الآخرين
13. إقطعِ الشك باليقين
14. واستعينوا على قضاء حوائجكم بالكتمان
15. لا تأخذوا الناس بالشبهات
16. إمشى عدل يحتار عدوك فيك
17. عن الحقيقة والواقع والمعرفة
18. عن الاستخدام السيئ للتكنولوجيا الحديثه
19. عن الحوار الداخلى
20. على الإنسان أن لايتغطرس بنجاحه وعلى الآخرين مساعدته
21. عن الخيانة وجريمة الإتجار في المخدرات
22. الصغار يراقبون تصرفات وسلوكيات الكبار
23. لاتأتى الرياح بما تشتهى السفن
24. أبناء ونيس يخططون للهجرة الجماعية بحثا عن المستقبل
25. إخلاص وحب ونيس لزوجته الراحلة مايسة
26. عن الإنتماء وحب الوطن
27. عن الهجرة والهروب وتحقيق النجاح والطموح في بلد أخرى
28. الدروس الخصوصية بأجر خيانة للمهنة
29. إقهر الخوف من داخلك وكن على إستعداد مع القدر المكتوب
30. من خاف الله أخاف الله منه كل شئ ومن خاف الناس أخافه الله من كل شئ

## تكريم الراحلين
أعلن محمد صبحي أن الجزء السادس والسابع والثامن هو تكريم لكل الراحلين الذين ظهروا في كل أجزاء مسلسل ونيس مثل
أحمد بدر الدين - مهدي يوسف - سعاد نصر - زوزو نبيل - عبد المنعم مدبولي - محمد رضا - محمد توفيق - سعاد حسين - ليلي فهمي - ممدوح وافي - حسين الشربيني - عبد الحفيظ التطاوي - حسن حسين - علاء ولي الدين - ليلي صابونجي - أبو الفتوح عمارة - غريب محمود - صبري الهواري - عزت المشد - نادية عزت - يوسف داود - شعبان حسين - محمود أبو زيد - خليل مرسي - حسن مصطفى

## وصلات خارجية
- يوميات ونيس  أجمل ماقدمه التليفزيون المصرى والعربى في تاريخه على يوتيوب
- في حوار حصري لـ mbc.net : جهاد تحكي ذكرياتها مع "مايسة" في الذكرى الثامنة لرحيل سعاد نصر
- محمد صبحى يكشف سر نجاح مسلسل “يوميات ونيس”
- قيادي سلفي: مسلسل "يوميات ونيس" علماني لأنه يهدف إلى إثبات أن الحياة تستقيم بدون الدين